# Литературный негр
Литерату́рный негр (фр. nègre littéraire) или гостра́йтер (от англ. ghostwriter, букв. «призрак-писатель») — автор в литературе, пишущий тексты на заказ (книги, статьи, автобиографии, тексты песен и т. п.) за другое, как правило, известное лицо (в частности, за руководящего политического, государственного деятеля или артиста, а также за писателя). Его имя при этом в книге не указывается (по крайней мере, на обложке; в СССР в ряде случаев указывалось имя автора литературной записи  — «литзаписчика» или «литературного обработчика»  — в выходных данных).
Использование слова «негр» в смысле автора, пишущего для другого, восходит к середине XVIII века, отсылая к эксплуатации чернокожих из Африки.

## Описание явления
«Литературными неграми» пользовались многие известные писатели. К примеру, при написании своих романов Александр Дюма-отец сотрудничал с романистом и драматургом Огюстом Маке, который впоследствии подал на Дюма в суд иск о признании соавторства. Взаимоотношения писателя и его главного «призрака пера» легли в основу французского фильма «Другой Дюма».
Широкое распространение литературные негры получили в XX веке. Считается, что если популярный автор издаёт за год множество книг, что физически невозможно написать одному человеку, это значит, что на него работает коллектив безымянных авторов.
Владимир Успенский о такой работе в предисловии своего романа «Тайный советник вождя» написал:

Люди определённого круга знали, что я не только писатель, но историк по образованию, военный историк по призванию. Много раз осуществлял так называемую «литературную запись» мемуаров. А проще говоря, садился и писал книгу за «бывалого человека», используя собранные им документы, его наброски, устные рассказы. Такую работу проделал я с одним высокопоставленным государственным чиновником, с одним полковником, с пятью генералами и, двумя маршалами. Разными они были. С некоторыми, наиболее образованными и умными, работали совместно, а один генерал оказался настолько безграмотным, что не мог письменно изложить ни факты, ни самые элементарные мысли. Пришлось «изображать» за него всё, от начала и до конца. Благо основные документы были под рукой.

## В массовой культуре
- Х/ф. «Это не я, это он» (1980).
- Роман Дэвида Митчелла «Литературный призрак» (1999).
- Х/ф. «Железнодорожный роман» (2007).
- Х/ф. «Призрак» (2010).
- Мультсериал «Конь БоДжек» (2014—2020)